# Yannick Bestaven
Yannick Bestaven, né le 28 décembre 1972 à Saint-Nazaire (Loire-Atlantique), est un navigateur et un skipper professionnel français, arrivé troisième mais déclaré vainqueur du Vendée Globe 2020-2021 (après compensation de temps), vainqueur de la Transat 6.50 en 2001, et double vainqueur de la Transat Jacques-Vabre 2011 et 2015    . Ingénieur de formation, il est le co-concepteur de l'hydrogénérateur Watt&Sea imaginé par Éric Tabarly.

## Biographie
Né de parents landais, il effectue sa scolarité à Biganos (Gironde). Il passe par l'école primaire Jules-Ferry avant de fréquenter le collège Jean-Zay, puis le lycée Gustave-Eiffel à Bordeaux avant de commencer des études d'ingénieur à l'ENTPE sans les terminer.
Il découvre la voile lors d'un stage d'été, sur le bassin d'Arcachon, au CNTC (Club Nautique Taussat Cassy), puis devient moniteur au CVA (Cercle de la Voile d'Arcachon), club au sein duquel il commence à régater régulièrement.
En 2001, il remporte la Transat 6.50 Fort Boyard (Charente-Maritime) / Puerto Calero à Yaiza (île de Lanzarote aux îles Canaries) / Salvador de Bahia (Brésil) sur Mini 6.50 (Classe Mini) proto no 304 "Aquarelle.com". Il est le 1er marin vainqueur des 2 étapes de cette course.
En 2008, il prend le départ du Vendée Globe 2008-2009, à bord d’un bateau qui privilégie les énergies renouvelables. Sa course s’arrête quand son monocoque démâte dans le golfe de Gascogne.

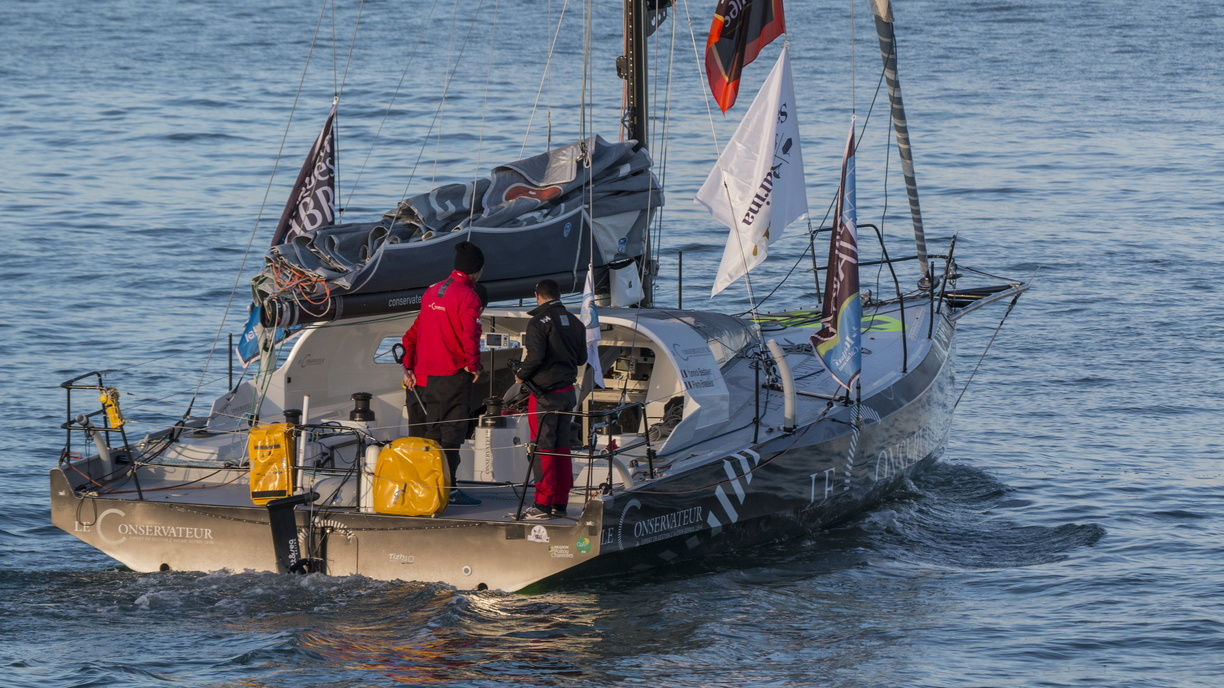
Le Conservateur (Class40), victorieux de la Transat Jacques-Vabre 2015.

Il revient en 2010 dans le circuit Class40, où il remporte un an plus tard la Transat Jacques-Vabre 2011 et termine quatrième sur l’édition 2013. Cette course officialise le début de son partenariat avec Le Conservateur (groupe mutualiste), qui l’accompagne dans la construction d’un nouveau Class40 pour son retour au solitaire lors de la Route du Rhum 2014. Il remporte la Transat Jacques-Vabre 2015 avec ce Class40 Le Conservateur.
En 2017, Yannick Bestaven fait l'acquisition d'un IMOCA, l'ex-Initiatives-Cœur, pour démarrer une campagne Vendée Globe 2020-2021. Il participe ainsi à la Transat Jacques-Vabre 2017 la même année avec Kito de Pavant, le bateau étant renommé Bastide Otio.

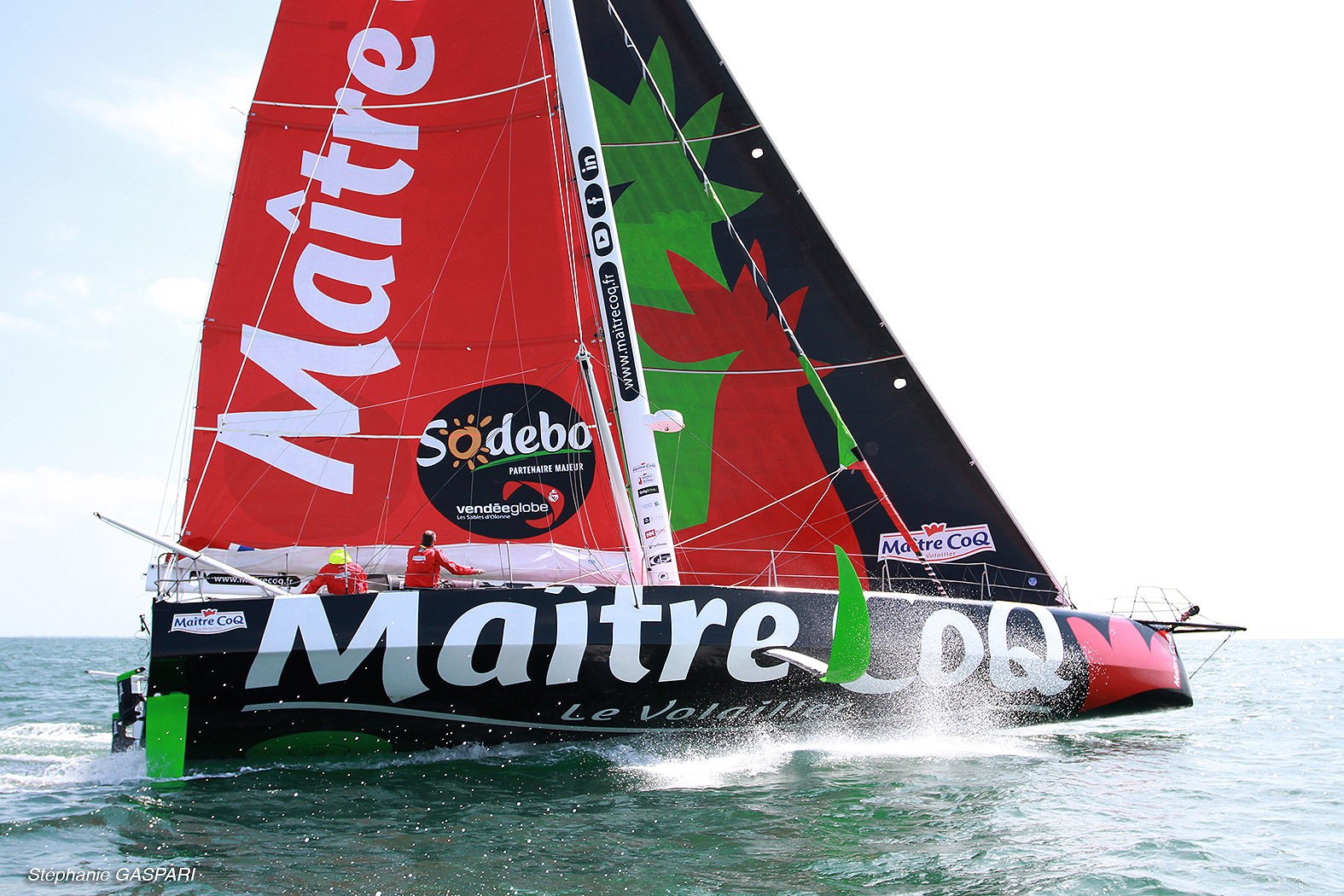
Maître CoQ IV, victorieux du Vendée Globe 2020-2021.

En 2019, après deux saisons sur un IMOCA à dérives, il trouve son partenaire principal Maître CoQ, qui lui fait confiance et lui permet de s'engager sur le Vendée Globe 2020-2021. Il décide de vendre le bateau pour faire l'acquisition d'un IMOCA à foils, l'ex-Safran II, propriété du skipper Roland Jourdain, rebaptisé Maître CoQ IV. Dès sa première course de la saison 2019, il termine deuxième de la Bermudes 1000 Race, course en solitaire de Douarnenez à Brest.

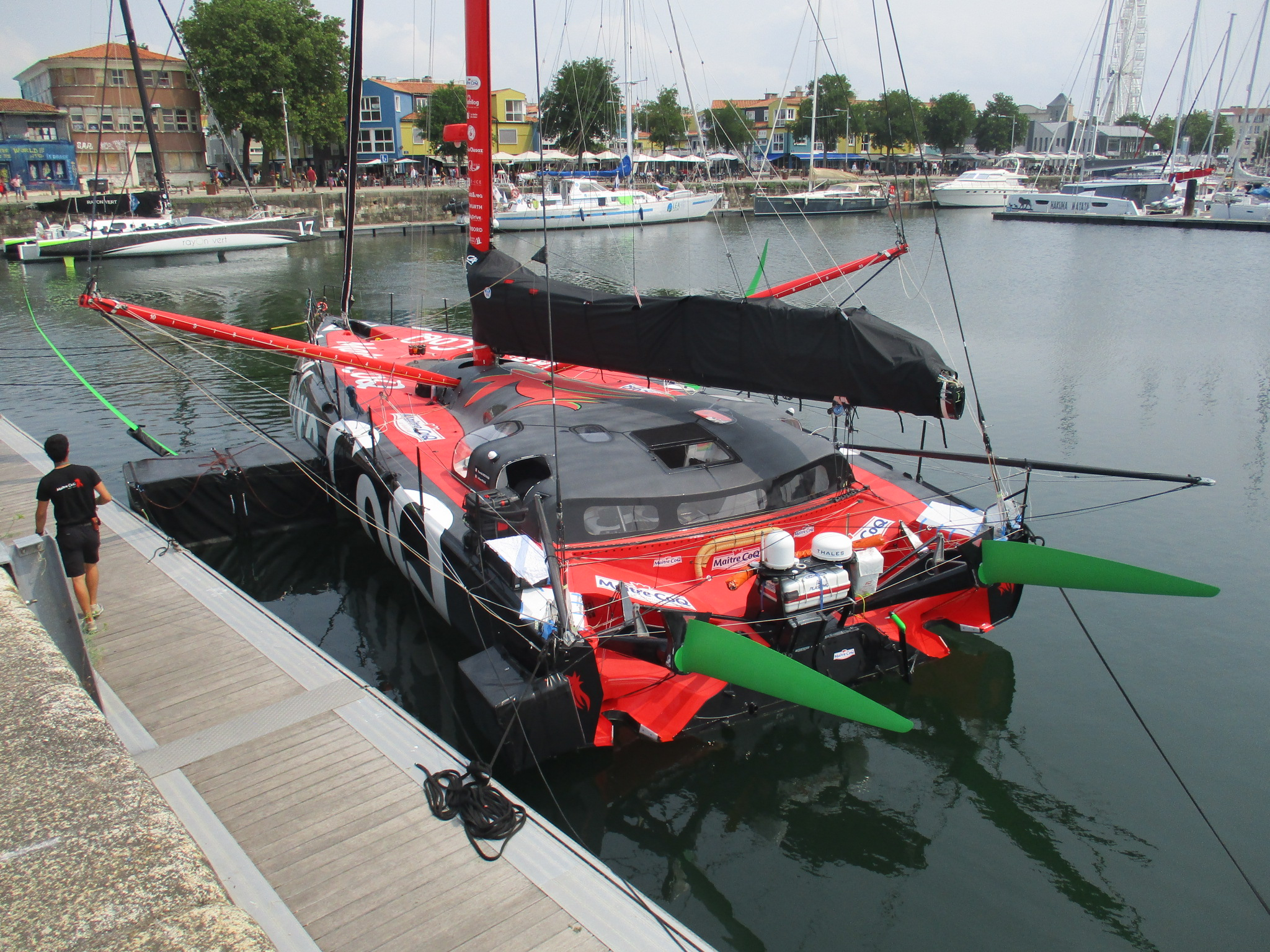
Maître CoQ V, au Vieux-Port de La Rochelle (2023).

Le 28 janvier 2021, il remporte le Vendée Globe 2020-2021 sur Maître CoQ IV. Il boucle ce tour du monde à la voile en solitaire sans escale et sans assistance en 80 jours 3 h 44 min 46 s. Arrivé 3e sur la ligne, il est néanmoins déclaré vainqueur grâce à la compensation de 10 h 15 min qui lui a été allouée après qu'il s'est détourné pour participer, dans l'Atlantique sud les 30 novembre et 1er décembre 2020, aux recherches de Kevin Escoffier, dont le bateau, PRB, s'était brisé. Il publie les mémoires de cette victoire avec Mon tour du monde en 80 jours, de 2021, des éditions Gallimard.
À la suite de leur précédente victoire, Maître CoQ et Yannick Bestaven poursuivent leur collaboration en faisant construire leur premier voilier à foils Maître CoQ V de 2022.
Le 10 novembre 2024, Yannick Bestaven fait partie des 40 skippers qui prennent le départ du Vendée Globe 2024-2025 avec son bateau, le Maître CoQ V. Alors en 11e position et après avoir dépassé le Cap Horn, il abandonne le 30 décembre 2024 après 49 jours de course, victime d'une avarie de barre.

## Vie privée
Yannick Bestaven habite à La Rochelle en Charente-Maritime depuis 1999. Supporter du Stade rochelais, il est abonné au stade Marcel-Deflandre. Il vit en couple et a deux filles.

## Palmarès
- 1985
  - Champion d'Aquitaine minime de kayak descente. Participation aux Championnats de France.

- 1996
  - Participation à la course de l'EDHEC avec l'ENSIMEV.

- 1998
  - 1er du Classement Mini 6,50 Classe Mini prototype 1998.
  - 3e de l'Estivale Mini 1998 (Dieppe / Trébeurden / Locmiquélic / Les Sables d'Olonne) sur Mini 6,50 (Classe Mini) proto no 117 "Réel", en double.
  - 5e du Triangle du Soleil 1998 (Port Camargue / Port Mahon / Ajaccio / Port-Camargue) sur Mini 6,50 (Classe Mini) proto no 117 "Réel", en double avec Benoît Parnaudeau.
  - 7e du Challenge Mini 1998 sur Mini 6,50 (Classe Mini) proto no 117 "Petit Bonum" "Réel Saramite", en équipage.

- 1999
  - 5e du Classement Mini 6,50 Classe Mini prototype 1999.
  - 12e de la Mini Transat 1999 : Concarneau / Puerto Calero (îles Canaries) / Marina de Rivière Sens à Gourbeyre (île de Basse-Terre en Guadeloupe) sur Mini 6,50 (Classe Mini) proto no 117 "Ares Diffusion".
  - 6e des 300 Milles de Concarneau 1999 (Concarneau / Belle-Île-en-Mer / Île d'Yeu / Île de Ré / Concarneau) sur Mini 6,50 (Classe Mini) proto no 117 "Ares Diffusion".
  - 3e de l'Open 6,50 Demi-Clé 1999 - Solitaire (Locmiquélic / Port Bourgenay) sur Mini 6,50 (Classe Mini) proto no 117 "Ares Diffusion".
  - 6e de la Transgascogne 1999 - Solitaire sur Mini 6,50 (Classe Mini) proto no 117 "Ares Diffusion".
  - 1er de la 8e Course de l'Europe 1999 (Gênes (Italie) / Benalmadena (Espagne) / Lorient), équipier sur le 60 pieds IMOCA no 1 "Aquitaine Innovations" skippé par Yves Parlier avec Ellen MacArthur.

- 2000
  - 6e du Classement Classe Mini prototype 2000.
  - 2e du Challenge Mini 2000 à La Rochelle sur Mini 6.50 (Classe Mini) proto no 304 "Satanas" "Atout Vent", en équipage.
  - 3e du Triangle du Soleil 2000 (Port Camargue / Port Mahon / Ajaccio / Port Camargue) sur Mini 6.50 (Classe Mini) proto no 303 "Diabolo" "Atout Vent", en double, avec Arnaud Boissières.

- 2001
  - 1er de la Transat 6.50 : Fort Boyard (Charente Maritime) / Puerto Calero à Yaiza (île de Lanzarote aux îles Canaries) / Salvador de Bahia (Brésil) : vainqueur des 2 étapes sur Mini 6.50 (Classe Mini) proto no 304 "Aquarelle.com".
  - 4e du Mini-Fastnet 2001 sur Mini 6.50 (Classe Mini) proto no 304 "Satanas", en double.
  - 5e de la Pornichet Sélect 6,50 2001 sur Mini 6.50 (Classe Mini) proto no 304 "Mécénat Chirurgie Cardiaque".
  - 7e de la Mini Pavois 2001 (Fort Boyard / Portsmouth / Saint-Quay-Portrieux) sur Mini 6.50 (Classe Mini) proto no 304 "Café du Théâtre".

- 2002
  - Participation à la Route du Rhum 2002 sur monocoque 50' Open "République dominicaine". En tête de la course 50' pendant 3 jours avant abandon sur avarie de quille.
  - 2e de la Regata Rubicon, équipier sur le monocoque 60' Open "Tiscali" (ex "Whirlpool") skippé par Simone Bianchetti.
  - 5e du Grand Prix de Lorient, équipier sur le multicoque ORMA "Banque Populaire" skippé par Lalou Roucayrol.
  - Tour de France à la voile : skipper du Farr 30 (ou Mumm 30) "TEPACAP" (projet de réinsertion sociale).

- 2003
  - 6e du Trophée BPE : St-Nazaire / Porto-Santo (Madère) / Dakar, en double (3e de la 1re étape) sur Figaro Bénéteau 2 "AQUARELLE.com - Charente Maritime".
  - 12e du Tour de Bretagne à la voile.

- 2004
  - 11e de la Transat Québec - Saint-Malo, équipier sur le multicoque l'Hydraplaneur "Médiatis - Région Aquitaine" skippé par Yves Parlier.
  - 16e de la Transat AG2R : Lorient / Saint-Barthélemy (Antilles), en double, sur Figaro Bénéteau 2 "Charente Maritime".

- 2005
  - 12e de la Route du Ponant
  - 28e de la Solitaire Afflelou Le Figaro (2e bizuth), sur Figaro Bénéteau 2 "Aquarelle.com".
  - 15e du Tour de Bretagne à la voile.
  - 7e du Trophée BPE : St-Nazaire / Cienfuegos de Cuba sur Figaro Bénéteau 2 "Aquarelle.com".

- 2006
  - 7e de la Transat AG2R : Concarneau / Saint-Barthélemy (Guadeloupe) aux Petites Antilles, en double sur Figaro Bénéteau 2 "Aquarelle.com" (vainqueur du Top Chrono AG2R).

- 2007
  - 8e de la Transat Ecover BtoB : Salvador de Bahia (Brésil) / Port-la-Forêt sur "Cervin EnR".
  - 13e de la Transat Jacques-Vabre 2007 : Le Havre / Salvador de Bahia, sur "Cervin EnR" (ex "Aquitaine Innovations"), en double, avec Ronan Guérin.
  - 7e de la Cap Istanbul, en double (2e de la 1re étape) sur Figaro Bénéteau 2 "Aquarelle.com".
  - 14e du Trophée BPE : Belle-Île-en-Mer / Marie-Galante en Guadeloupe sur Figaro Bénéteau 2 "Aquarelle.com".

- 2008
  - Abandon dès les premiers jours du Vendée Globe 2008-2009 (démâtage du 60 pieds IMOCA no 1 "Aquarelle.com - la Charente-Maritime").
  - 2e de la Transat Québec-Saint-Malo, sur "Cervin EnR", en équipage, en classe FICO.
  - 6e de la Transat anglaise Artemis : Plymouth / Boston sur "Cervin EnR".

- 2009
  - 1er du Record SNSM, équipier sur Safran skippé par Marc Guillemot.

- 2010
  - 11e de la Transat AG2R La Mondiale : Concarneau / Saint-Barthélemy aux Petites Antilles, sur Figaro Bénéteau 2, en double, avec Christophe Bouvet.

- 2011
  - 1er de la Transat Jacques-Vabre - Transat Jacques-Vabre 2011 : Le Havre / Puerto Limon (Costa Rica), sur Class40 no 98 "Aquarelle.com", en double, avec Éric Drouglazet.
  - 2e de la course Les Sables-d'Olonne / Horta (sur l'île de Faial aux Açores) / Les Sables, sur Class40 no 98 "Aquarelle.com" (1er de la 1re étape aller), en double, avec Christophe Bouvet (à 25 s du 1er).

- 2012
  - 3e de la Normandy Channel Race, sur Class40 no 98 "Phoenix Europe Express", en double, avec Julien Pulvé.
  - 4e de la Transat La Solidaire du Chocolat : Nantes - Saint-Nazaire / Progreso dans la province du Yucatan au Mexique, sur Class40 no 98 "Aquarelle.com", en double, avec Éric Drouglazet.

- 2013
  - 4e de la Transat Jacques-Vabre 2013 : Le Havre / Itajaí (Brésil), sur Class40 no 98 "watt&sea, Région Poitou-Charentes", en double, avec Aurélien Ducroz.

- 2014
  - 7e de la Route du Rhum 2014 sur Class40 no 142 "Le Conservateur" (arrivé 4e mais pénalisé de 24 heures).
  - 7e de La Qualif' Solidaire - SNSM, sur Class40 no 142 "Le Conservateur".
  - 9e  de La Normandy Channel Race, sur Class40 no 142"Le Conservateur", en double, avec Pierre Brasseur.

- 2015
  - 1er de la Transat Jacques-Vabre 2015 : Le Havre / Itajaí (Brésil), sur Le Conservateur en Class40 no 142, en double, avec Pierre Brasseur.
  - 1er de Les Sables d'Olonne - Horta - Les Sables, sur Le Conservateur en Class40 no 142, en double, avec Pierre Brasseur, vainqueur des 2 étapes.
  - 2e  de La Normandy Channel Race, sur Le Conservateur en Class40 no 142, en double, avec Pierre Brasseur.

- 2017
  - 5e de la Transat Jacques-Vabre 2017 : Le Havre / Salvador de Bahia, sur Bastide Otio, en IMOCA, en double avec Kito de Pavant.

- 2018
  - Participation à la Route du Rhum 2018 Destination Guadeloupe sur Maître CoQ III, en IMOCA, en solitaire. Abandon au 5e jour, à la suite d'avaries techniques.

- 2019 :
  - 11e de la Transat Jacques-Vabre 2019 en double avec Roland Jourdain, sur Maître CoQ IV, catégorie IMOCA.
  - 4e du Défi Azimut en équipage et en double avec Roland Jourdain, sur Maître CoQ IV, catégorie IMOCA.
  - 6e de la Rolex Fastnet Race en double avec Roland Jourdain, sur Maître CoQ IV, catégorie IMOCA.
  - 2e de la Bermudes 1000 Race en solitaire, sur Maître CoQ IV[9]
  - 2e du Grand Prix Guyader en équipage avec Roland Jourdain, sur Maître CoQ IV, catégorie IMOCA

- 2020 : 6e de la Vendée-Arctique-Les Sables-d'Olonne en solitaire, sur Maître CoQ IV, catégorie IMOCA

- 2021, sur Maître CoQ IV :
  - vainqueur du Vendée Globe 2020-2021 en 80 j 3 h 44 min 46 s, après décompte du temps de compensation de 10 h 15 min accordé par le jury à la suite de son détournement pour rechercher le naufragé Kevin Escoffier sur PRB dans la nuit du 30 novembre 2020.
  - 9e de la Transat Jacques-Vabre avec Jean-Marie Dauris, en 21 j 22 min 53 s

- 2022, sur Maître CoQ V : 19e de la Route du Rhum Destination Guadeloupe catégorie IMOCA, en solitaire, le 23 novembre, en 13 j 20 h 37 min 27 s

- 2023, sur Maître CoQ V :
  - 8e de la Rolex Fastnet Race avec Julien Pulvé en 2 j 8 h 25 min 30 s
  - 15e du 48H Défi Azimut Lorient Agglomération avec Julien Pulvé en 2 j 4 h 59 min 25 s

- 2024, sur Maître CoQ V :
  - Vendée Globe 2024-2025 (abandon le 30 décembre 2024 après 49 jours de course, victime d'une avarie de barre)[7]. Il rallie néanmoins les Sables-d'Olonne en 84 jours, après un arrêt de 8 jours, en même temps que Romain Attanasio, le 2 février 2025[10],[11]

## Distinctions
- Chevalier de la Légion d'honneur ( 6 décembre 2021) comme « navigateur, chef d'une entreprise spécialisée dans la conception d'hydrogénérateurs, 27 ans de services » et pour sa victoire du Vendée Globe 2020-2021.
- Chevalier de l'ordre du Mérite maritime (2024)

Il est élu le même jour marin de l'année 2021.